# Voo Indian Airlines 814
O Voo Indian Airlines 814, comumente conhecido como IC 814, era operado por um Airbus A300 procedente do  Aeroporto Internacional de Tribhuvan em Katmandu, Nepal para o Aeroporto Internacional Indira Gandhi em Delhi, Índia em 24 de dezembro de 1999, quando foi sequestrado e levado para vários locais antes de pousar em Kandahar, Afeganistão. O Harkat-ul-Mujahideen foi acusado do sequestro com o apoio e assistência ativa do ISI.
A aeronave foi pilotada pelo capitão Devi Sharan, de 37 anos, o primeiro oficial Rajinder Kumar, e o engenheiro de vôo Anil Kumar Jaggia, de 58 anos. O Airbus foi sequestrado por 5 homens armados mascarados logo após entrar no espaço aéreo indiano por volta das 17:30 IST. Os sequestradores ordenaram que a aeronave fosse desviada para vários locais. Depois de pousar em Amritsar, Lahore e Dubai, os sequestradores finalmente forçaram a aeronave a pousar em Kandahar, no Afeganistão, que na época era controlado pelo Talibã. Os sequestradores libertaram 27 dos 176 passageiros em Dubai, mas fatalmente esfaquearam um e feriram vários outros.
Naquela época, a maior parte do Afeganistão, incluindo o aeroporto de Kandahar, onde o avião sequestrado pousou, estava sob controle do Talibã. Inicialmente, pensava-se que o Talibã estava do lado indiano, Mas depois ficou claro que eles estão trabalhando em colaboração com o ISI paquistanês. Os milicianos do Talibã cercaram a aeronave para evitar qualquer intervenção militar indiana, que foi encontrada pelo atual Conselheiro de Segurança Nacional indiano Ajit Doval quando ele pousou no aeroporto afegão e também descobriram que dois homens do ISI estavam no pátio e outros logo se juntaram a eles. Um deles era tenente-coronel e o outro major. Doval disse que se os sequestradores do Talibã não tivessem o apoio do ISI, a Índia poderia ter resolvido a crise.
O motivo do sequestro parece ter sido garantir a libertação de figuras islâmicas mantidas na prisão na Índia. A crise dos reféns durou sete dias e terminou depois que a Índia concordou em libertar três militantes - Mushtaq Ahmed Zargar, Ahmed Omar Saeed Sheikh e Mulana Masood Azhar. Esses militantes já foram acusados em outros atentados terroristas, como o sequestro e assassinato de Daniel Pearl em 2002 e os ataques terroristas de Mumbai em 2008. O sequestro foi visto como um dos planos de ataque do milênio no final de dezembro de 1999 e início de janeiro de 2000 por jihadistas ligados à Al-Qaeda.

## O sequestro
Voando sobre Lucknow, o chefe dos comissários de bordo Anil Sharma, tinha acabado de servir o chá e café para os pilotos e saiu da cabine. Instantaneamente, ele foi confrontado por um homem atarracado vestindo um terno cinza e um boné de macaco (máscara de esqui). O homem apontou uma pistola cor de cobre para o peito de Sharma; sua outra mão segurava uma granada. Em uma entrevista, o comissário-chefe mais tarde lembrou que o homem mascarado e de óculos ameaçou detonar a aeronave com uma bomba. Depois de atacar furiosamente a cabine, o sequestrador-chefe apontou sua pistola para a cabeça do capitão, coagindo os pilotos a "voar para o oeste". Quatro outros homens usando máscaras vermelhas se levantaram e tomaram posições ao longo da aeronave. Os sequestradores queriam que o capitão Sharan desviasse a aeronave sobre Lucknow e se dirigisse para Lahore. No entanto, devido ao combustível insuficiente, Sharan disse que não tinha combustível suficiente para fazer a viagem, mas o sequestrador chefe com raiva o ignorou e não acreditou nele, ameaçando explodir o avião se eles não pousassem em Lahore. Mas o ATC do aeroporto paquistanês se recusou a conceder-lhes permissão de pouso, até mesmo ameaçando derrubar o avião com um míssil terra-ar. Só depois de repetidos apelos desesperados do capitão implorando de joelhos os sequestradores relutantemente permitiram que o avião pousasse em Amritsar, Índia, apenas para reabastecimento. Às 18 horas (IST, 12:30 GMT), o avião foi autorizado a voar para Amritsar.

### Desembarque em Amritsar, Índia
Após o pouso no aeroporto de Amritsar às 19 horas (13:30 GMT), os pilotos solicitaram reabastecimento imediato da aeronave. Secretamente, o capitão não queria voar para outro lugar, esperando que o caminhão de reabastecimento que reabastecia o avião distraísse os sequestradores da segurança indiana e das forças policiais que invadiriam o Airbus para libertar os passageiros e a tripulação. A aeronave ficou lá por mais de 45 minutos, mas nenhum esforço confiável foi feito para resgatar os passageiros e, em vez disso, a confusão se espalhou. No entanto, o Crisis Management Group (Grupo de Gerenciamento de Crise da Índia) em Delhi instruiu as autoridades do Aeroporto de Amritsar a garantir que o avião fosse imobilizado. O pessoal armado da polícia do estado indiano do Punjab já estava em posição para tentar fazer isso mas não receberam aprovação do governo de Nova Delhi. Eventualmente, um tanque de combustível foi despachado e instruído a bloquear a aproximação da aeronave. Enquanto o petroleiro acelerava em direção à aeronave, o controle de tráfego aéreo comunicou ao piloto por rádio para reduzir a velocidade, e o navio imediatamente parou. Essa parada repentina despertou a suspeita dos sequestradores e eles obrigaram a aeronave a decolar imediatamente, sem autorização do controle de tráfego aéreo. A aeronave errou o tanque por apenas alguns metros.
Posteriormente, foi revelado que houve esforços do ex-chefe da RAW A.S. Dulat e outros para encobrir os reais motivos de porque o avião não foi imobilizado e porque não houve operação de comando para neutralizar a ameaça. O oficial da RAW chamado Shashi Bhushan Singh Tomar, marido de Sonia Tomar, foi embarcado no avião, que era cunhado de N.K. Singh, secretário do então primeiro-ministro Atal Bihari Vajpayee e ele garantiu que o avião seria liberado e nenhuma operação de comando seria realizada para garantir a segurança de seu cunhado. De acordo com o oficial da RAW, R.K. Yadav, autor da Missão RAW, dias antes do sequestro, U.V. Singh, outro agente da RAW em Katmandu informou Tomar que terroristas paquistaneses planejavam sequestrar um avião indiano e ordenou que Singh verificasse a veracidade de seu relatório onde Singh garantiu sua confiabilidade, mas Tomar o repreendeu e disse-lhe para não espalhar boatos. Mais tarde, Tomar foi encontrado no mesmo avião que foi sequestrado e tornou-se a causa do insucesso da operação. O então primeiro-ministro  Vajpayee foi mantido no escuro até por volta das 19h, uma hora e 40 minutos desde o sequestro do IC 814 e ele só soube do sequestro após desembarcar da aeronave na baía VIP da Área Técnica Palam.

### Desembarque em Lahore, Paquistão
Devido ao nível de combustível perigosamente baixo, os pilotos solicitaram um pouso de emergência em Lahore no Paquistão. As autoridades paquistanesas, incluindo o controle de tráfego aéreo do aeroporto local, recusaram o pedido do capitão para um pouso de emergência, desligando todas as luzes, fechando completamente o espaço aéreo. Os controladores desligaram todos os auxílios à navegação, luzes de pista, luzes de emergência e luzes de pátio. Com a aeronave perigosamente sem combustível, o pouso forçado era a única opção. Depois que os pilotos quase fizeram um pouso forçado em uma rodovia movimentada, as autoridades aeroportuárias do Paquistão, percebendo que os pilotos estavam desesperados, não queriam que ele caísse em seu solo. O aeroporto de Lahore reacendeu as luzes da pista e permitiu que a aeronave pousasse. A Índia fez dois pedidos ao Paquistão logo depois que o avião sequestrado pousou em Lahore; primeiro para garantir que o avião não saísse da cidade e, segundo, que o alto comissário indiano G. Parthasarathy em Islamabad recebesse um helicóptero para chegar a Lahore o mais rápido possível, mas o helicóptero foi fornecido quando o avião sequestrado já havia deixado Lahore, após funcionários do aeroporto reabastecer a aeronave, colocou seus comandos para cercar o jato e as autoridades permitiram que o avião decolasse às 22:32 IST (17:02 GMT), antes que o helicóptero que transportava o embaixador indiano G. Parthasarathy pudesse chegar ao aeroporto. O avião ficou lá por duas horas e meia e as autoridades paquistanesas rejeitaram o pedido do piloto de descarregar algumas mulheres e crianças, incluindo passageiros feridos devido às relações tensas com a Índia, que queriam reabastecer a aeronave e sair de seu território o mais rápido possível. Os altos funcionários do Ministério das Relações Exteriores foram informados por paquistaneses que havia relatos do piloto de que os sequestradores mataram passageiros a bordo, os quais foram considerados falsos mais tarde.

### Desembarque em Dubai, Emirados Árabes Unidos
A aeronave decolou para Dubai, onde 27 passageiros a bordo foram libertados. Os sequestradores também libertaram um refém do sexo masculino de 25 anos gravemente ferido, Rupan Katyal, que foi esfaqueado várias vezes. Rupan havia morrido antes da aeronave pousar na Base Aérea de Al Minhad, em Dubai. As autoridades indianas queriam comandos indianos treinados em resgate de sequestro para atacar a aeronave, mas o governo dos Emirados Árabes Unidos recusou a permissão.

### Desembarque em Kandahar, Afeganistão
Depois que a aeronave pousou em Kandahar, as autoridades do Talibã se ofereceram para negociar entre a Índia e os sequestradores, que a Índia acreditou inicialmente. Como a Índia não reconheceu o regime fundamentalista afegão, despachou um funcionário de seu Alto Comissariado em Islamabad para Kandahar. A falta de contato anterior da Índia com o regime do Talibã complicou o processo de negociação.
No entanto, a intenção do Talibã estava em dúvida depois que seus combatentes armados cercaram a aeronave. A milícia afegã sustentou que as forças foram implantadas na tentativa de dissuadir os sequestradores de matar ou ferir os reféns, mas alguns analistas acreditam que foi feito para evitar uma operação militar indiana contra os sequestradores. O chefe do IB, Ajit Doval, afirmou que os sequestradores estavam obtendo apoio ativo do ISI em Kandahar e que o serviço de inteligência paquistanês havia removido toda a pressão que os indianos estavam tentando exercer sobre os sequestradores e até mesmo que sua saída segura estava garantida, então eles não precisaram negociar um rota de fuga. Doval também mencionou que se os sequestradores não estivessem recebendo suporte ativo do ISI em Kandahar, a Índia poderia ter resolvido o sequestro.

### Negociações
O governo indiano enviou uma equipe de negociadores, chefiada por Vivek Katju, para discutir as demandas dos sequestradores, que incluíam a libertação de:
- Maulana Masood Azhar - fundou a Jaish-e-Muhammed em 2000, que ganhou notoriedade por seu suposto papel no ataque ao Parlamento indiano de 2001, ataques de Mumbai em 2008 que levaram à morte de centenas de pessoas e o Ataque de Pulwama de 2019 que levou à morte de 44 policiais da CPRF.
- Ahmed Omar Saeed Sheikh - preso em 2002 pelas autoridades paquistanesas pelo sequestro e assassinato de Daniel Pearl.
- Mushtaq Ahmed Zargar - desempenhou um papel ativo desde a libertação no treinamento de militantes islâmicos no Paquistão administrado em Jammu e Caxemira.
Ahmed Omar Saeed Sheikh, que havia sido preso em conexão com os sequestros de turistas ocidentais na Índia em 1994, assassinou Daniel Pearl e também supostamente desempenhou um papel significativo no planejamento dos ataques de 11 de setembro nos Estados Unidos.
Depois que os três militantes pousaram em Kandahar, os reféns a bordo da aeronave foram libertados. Em 31 de dezembro de 1999, os reféns libertados do voo 814 da Indian Airlines foram levados de volta em um avião especial. 
Enquanto isso, o Talibã dera aos sequestradores dez horas para deixar o Afeganistão. Os cinco sequestradores partiram com um refém do Taleban para garantir sua passagem segura e teriam deixado o Afeganistão.

## Resultado

### Tentativas
O caso foi investigado pelo Central Bureau of Investigation da Índia (CBI), que acusou 10 pessoas, das quais sete, incluindo os cinco sequestradores, ainda estavam fugindo e estão no Paquistão. Em 5 de fevereiro de 2008, um tribunal especial anti-sequestro do tribunal de Patiala sentenciou os três acusados, a saber:  Abdul Latif, Yusuf Nepali e Dilip Kumar Bhujel, à prisão perpétua. Eles foram acusados de ajudar os sequestradores a obter passaportes falsos e levar armas a bordo. No entanto, a CBI moveu o Tribunal Superior de Punjab e Haryana exigindo a pena de morte (em vez de prisão perpétua) para Abdul Latif. O caso foi apresentado para audiência regular em um tribunal superior em setembro de 2012, mas o pedido do CBI foi rejeitado. Além disso, o pedido de liberdade condicional de Abdul Latif foi rejeitado em 2015. Em 13 de setembro de 2012, a Polícia de Jammu e Caxemira prendeu o suspeito de terrorismo Mehrajuddin Dand, que supostamente forneceu apoio logístico para o sequestro do voo 814 em 1999. Ele supostamente forneceu documentos de viagem aos sequestradores.
Em 10 de julho de 2020, um dos acusados, Abdul Latif Adam Momin, junto com outras 18 pessoas, incluindo um funcionário do escritório de passaportes, foi absolvido por um Tribunal de Sessões em Mumbai de acusações relacionadas à fabricação de passaportes em conexão com o incidente de sequestro.
A malfadada aeronave sequestrada se tornou a maior prova envolvida na investigação criminal subsequente dos tribunais de Punjab, onde o caso de sequestro estava sendo julgado, que considerou a aeronave vital para a investigação. Os detetives conseguiram as impressões digitais dos sequestradores. Um modelo do avião, completo com os números dos assentos, foi criado para ser produzido no tribunal e um oficial do tribunal foi treinado para montá-lo, pois era pesado.

### Consequências políticas
O incidente é visto como uma falha do governo do BJP sob o primeiro-ministro Atal Bihari Vajpayee e o chefe do IB, Ajit Doval, disseram que a Índia teria tido uma mão de negociação mais forte se a aeronave não tivesse sido autorizada a deixar o território indiano. Doval, o chefe do IB, que liderou a equipe de negociação de quatro membros para Kandahar, descreveu todo o incidente como uma "falha diplomática" do governo em sua incapacidade de fazer os EUA e os Emirados Árabes Unidos usarem sua influência para ajudar garantir uma liberação rápida dos passageiros.

### Na cultura popular
O capitão Devi Sharan (comandante do IC814) relatou os eventos em um livro intitulado Flight into Fear - A Captain's Story (2000). O livro foi escrito em colaboração com o jornalista Srinjoy Chowdhury.
O engenheiro de vôo Anil K. Jaggia também escreveu um livro descrevendo especificamente os eventos que ocorreram durante a provação do sequestro. Seu livro é intitulado IC 814 Hijacked! The Inside Story. O livro foi escrito em colaboração com Saurabh Shukla.
O chefe dos comissários de bordo, Anil Sharma, também escreveu um relatório detalhado sobre o sequestro baseado em sua experiência em seu livro, IA's Terror Trail.
Em 2006 o canal de televisão National Geographic reconstituiu o sequestro do voo no documentário Air Hijack (no Brasil "Sete Dias de Pesadelo").
Retornando à Indian Airlines em janeiro de 2000, o Airbus de quase 20 anos foi "aposentado" do vôo (retirada das operações de vôo) no início de 2001 e permaneceu na base de engenharia da Indian Airlines em Santa Cruz, Mumbai. Adquirida pela Airbus em maio de 2002, a aeronave foi então armazenada no Aeroporto Internacional Chhatrapati Shivaji Maharaj em março de 2003. Três anos e meio após o sequestro, a aeronave sequestrada foi posteriormente vendida como sucata pela Indian Airlines em maio de 2003, posteriormente desmontada e sucateada em Mumbai em dezembro de 2003. Acredita-se que o casco custou 2 200 000 de rupias. O sucateamento foi feito pela Metal Scrap Trading Corporation (MSTC). 